# Hołowczyc-Palast

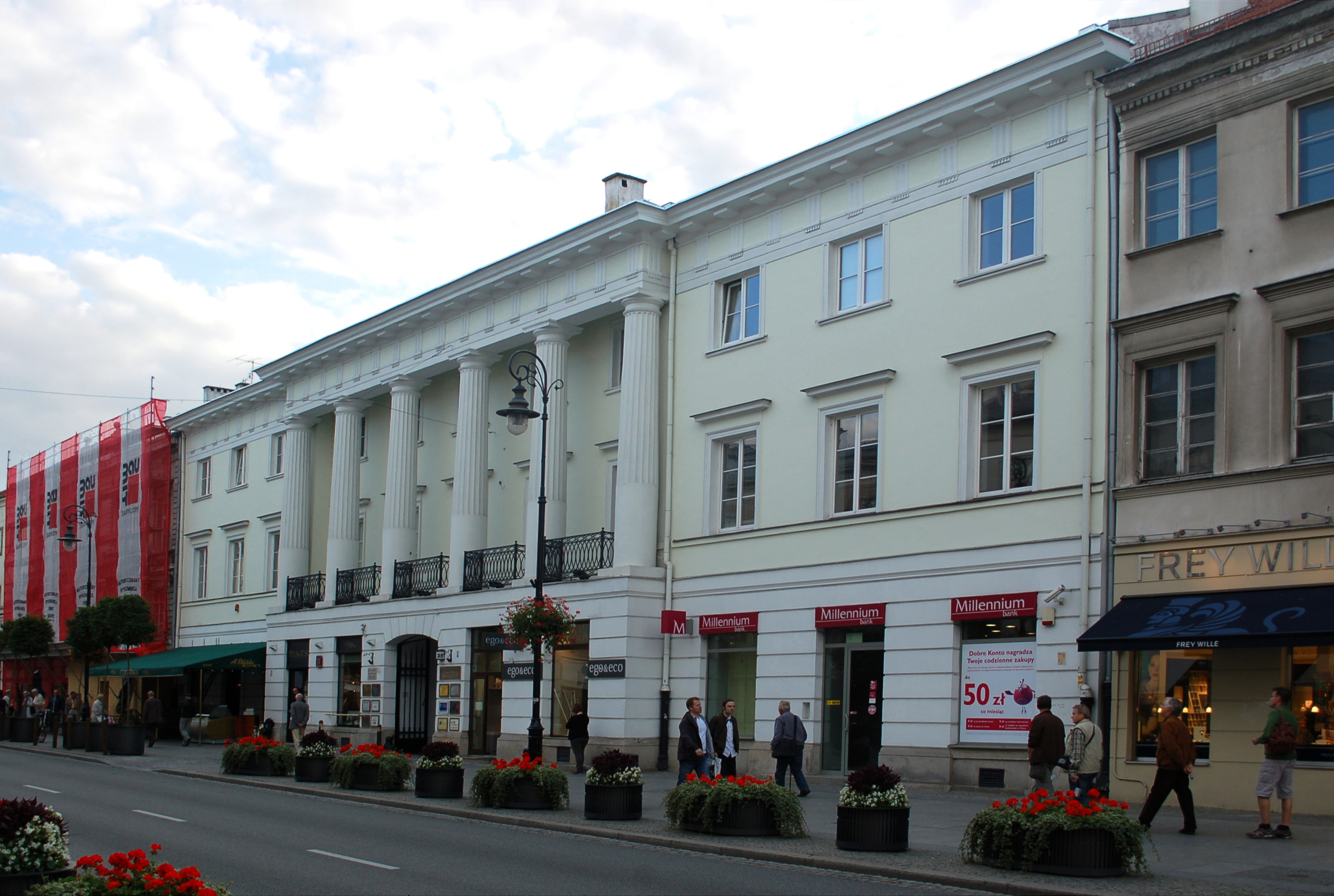
Links des Portikus befindet sich heute im Erdgeschoss des Palastes ein Teil der Konditorei A. Blikle, rechts eine Bankzweigstelle

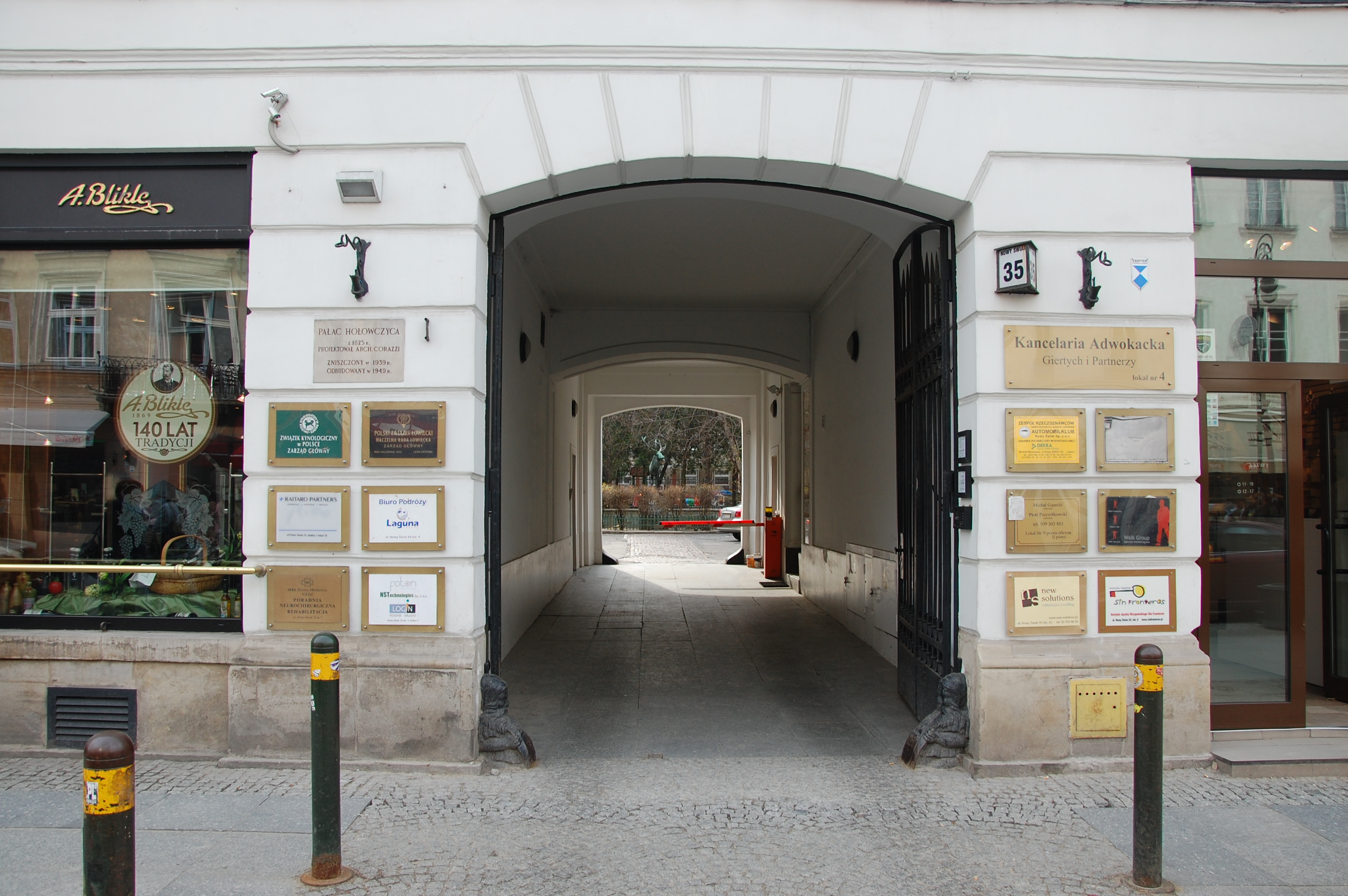
Viele Firmen und Institutionen haben ihren Sitz im Gebäude, hier die Durchfahrt durch das Haus

Der Hołowczyc-Palast (auch Palais Bürger genannt, poln. Pałac Hołowczyca) ist ein 1820 errichtetes Gebäude an der Ulica Nowy Świat 35 (früher: Nowy Świat 31) im Warschauer Innenstadtdistrikt. Das in der Form eines eleganten Stadtpalais gebaute, ursprüngliche Mietshaus wird heute vor allem zu Bürozwecken genutzt. Das Objekt ist denkmalgeschützt.

## Geschichte
Die Geschichte des Gebäudes ist umstritten. Ursprünglich standen hier (am historischen Teil des Warschauer Königswegs) städtische Wirtschaftsgebäude; im Jahr 1743 gehörte das Grundstück dem Augustinerorden. Bauherr des heutigen Gebäudes war vermutlich Karl Burger, Generalkassierer der Königlichen Postdirektion. Später ging es an den Erzbischof Szczepan Hołowczyc über, der hier bis zu seinem Tod lebte. Nach ihm erhielt das Gebäude seinen Namen. Nach dem Tod von Hołowczyc im Jahr 1823 wurde Józef Dąbski Eigentümer.
Hier wohnte auch der russische General Władimir Knorring, Chef einer Kavallerieeinheit (Podolisches Kürassierregiment der 1. Brigade der russischen Garde-Division). In den 1870er Jahren gründete der Konditor Antoni Kazimierz Blikle im Palast die zukünftig bekannteste Patisserie Warschaus. Die Cukiernia A. Blikle befindet sich noch heute im südlichen Teil des Gebäudes und erstreckt sich auch auf das Haus Nr. 33. Außerdem befanden sich im Laufe der Zeit im Palast das Möbelgeschäft von Ignacy Kaperski, die Mazowiecka-Schule, die Apotheke von Marian Malinowski sowie elegante Wohnungen.
In der Zwischenkriegszeit bestand im Erdgeschoss eine Bücherei. Während des Warschauer Aufstandes wurde das Gebäude 1944 von Einheiten der Wehrmacht niedergebrannt. Im Jahr 1949 erfolgte der Wiederaufbau unter Piotr Biegański. In Folge befanden sich verschiedene Institutionen im Haus, so der polnische Jagdverband und ein angeschlossenes Jagdmuseum (heute im Jagd- und Reitereimuseum in Warschau aufgegangen) und der Polnische Automobilverband (poln. Polski Związek Motorowy). Heute wird es vor allem als Bürogebäude genutzt, zahlreiche Organisationen und Firmen haben hier ihren Sitz.
Der Entwurf zu dem palastanmutenden Mehrparteien-Wohnhaus stammte von Antonio Corazzi oder Friedrich Albert Lessel. Das dreigeschossige Gebäude, dessen Frontfassade in der Bebauungsflucht der Nowy Świat liegt, verfügt über einen als monumentaler Portikus ausgeführten Mittelrisalit mit sechs dorischen Säulen vor einer eingerückten Fassadenwand. Die Säulen erstrecken sich über die zwei Obergeschosse, im ersten Stock haben die Fenstertüren einen balkonähnlichen Austritt; im Erdgeschoss verfügt der Risalit über eine Gebäude-Durchfahrt. Vereinzelt wurden toskanische Stilelemente verwendet.